# Andrea Ross (piosenkarka)

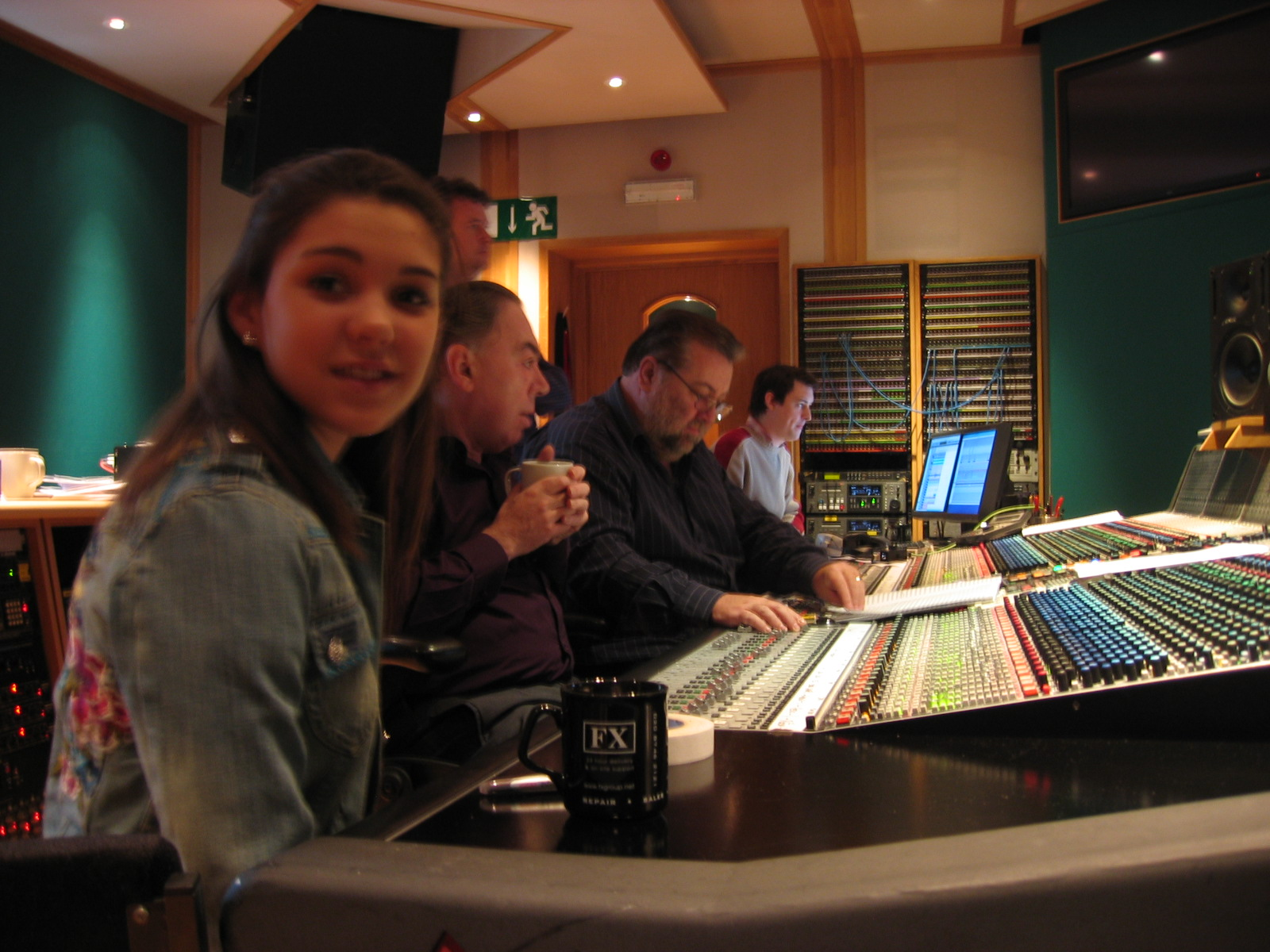
Andrea Ross w studiu nagraniowym.

Andrea Christine Ross (ur. 8 kwietnia 1991) – amerykańska piosenkarka i aktorka.
W roku 2007 wydała pierwszą debiutancką płytę Moon River.

## Moon River - lista utworów
1. Moon River
2. No Matter What (z musicalu Whistle Down The Wind)
3. Songbird
4. White Horses (temat z The White Horses)
5. Heart Like A Wheel
6. The Prayer
7. All The Love I Have
8. What The World Needs Now Is Love
9. You Raise Me Up
10. Popular (z musicalu Wicked)
11. Learn To Be Lonely
12. Start Of Something New (z High School Musical)
13. Whistle Down The Wind
14. One World